# Rivière-du-Loup (regionale Grafschaftsgemeinde)
Rivière-du-Loup ist eine regionale Grafschaftsgemeinde (französisch municipalité régionale du comté, MRC) in der kanadischen Provinz Québec.
Sie liegt in der Verwaltungsregion Bas-Saint-Laurent und besteht aus 13 untergeordneten Verwaltungseinheiten (eine Stadt, acht Gemeinden und vier Sprengel). Die MRC wurde am 1. Januar 1982 gegründet. Der Hauptort ist Rivière-du-Loup. Die Einwohnerzahl beträgt 33.958 (Stand: 2016) und die Fläche 1.277,15 km², was einer Bevölkerungsdichte von 26,6 Einwohnern je km² entspricht.

## Gliederung
Stadt (ville)
- Rivière-du-Loup

Gemeinde (municipalité)
- Cacouna
- L'Isle-Verte
- Notre-Dame-du-Portage
- Saint-Cyprien
- Saint-Épiphane
- Saint-François-Xavier-de-Viger
- Saint-Hubert-de-Rivière-du-Loup
- Saint-Modeste

Sprengel (municipalité de paroisse)
- Notre-Dame-des-Sept-Douleurs
- Saint-Antonin
- Saint-Arsène
- Saint-Paul-de-la-Croix

Auf dem Gebiet der MRC Rivière-du-Loup liegt auch das Indianerreservat Whitworth, das jedoch autonom verwaltet wird und eine Enklave bildet.